# Dilano van 't Hoff
Dilano van 't Hoff (n. 26 iulie 2004, Dordrecht, Olanda de Sud, Țările de Jos – d. 1 iulie 2023, circuit de Spa-Francorchamps, Valonia, Belgia) a fost un pilot de curse olandez care a fost campion în Campionatul Spaniol F4 în 2021. A murit într-un accident într-o cursă de Formula Regional European Championship pe Circuitul de la Spa-Francorchamps din Belgia.